# Chiesa di Tutti i Santi (Leigh, Wiltshire)
La chiesa di Tutti i Santi (in inglese All Saints Church) è la chiesa parrocchiale anglicana che si trova a Leigh, villaggio e parrocchia civile nella contea del Wiltshire, nel Sud Ovest dell'Inghilterra. La storia del luogo di culto inizia nel XIII secolo anche se l'edificio della chiesa recente risale al XVIII secolo. Rientra nella diocesi di Bristol ed è considerato un monumento classificato di seconda categoria per il suo particolare interesse storico e architettonico.

## Storia

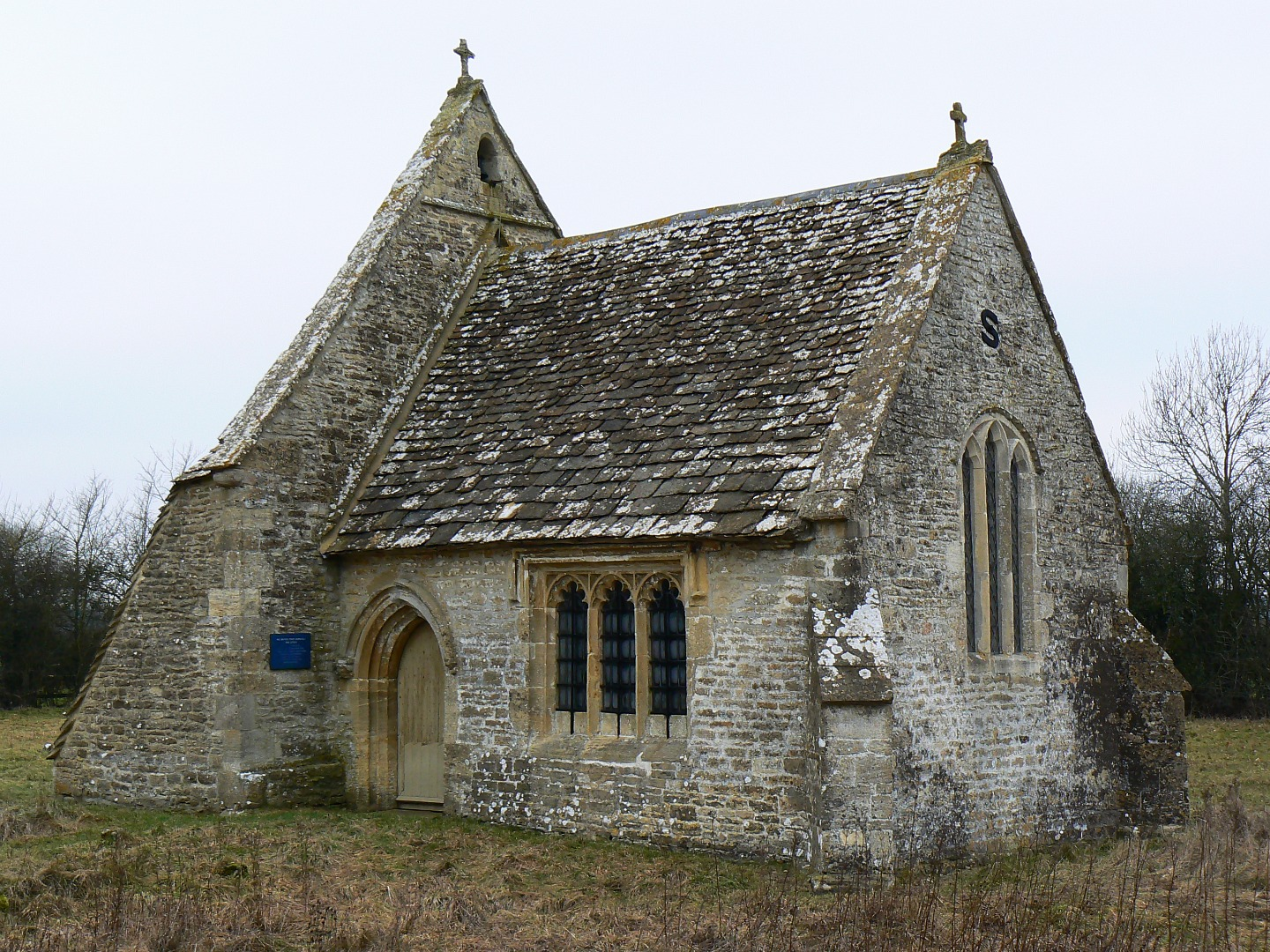
Primitiva chiesa di Tutti i Santi a Waterhay che si conserva sul sito originale e ormai ridotta alla parte presbiteriale

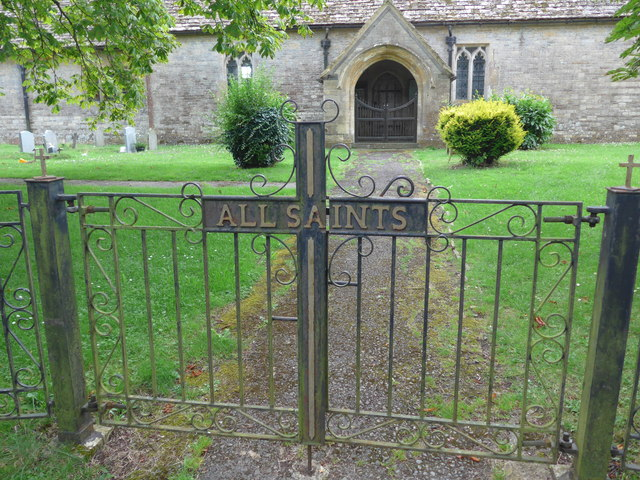
cancello di accesso alla chiesa parrocchiale di Leigh

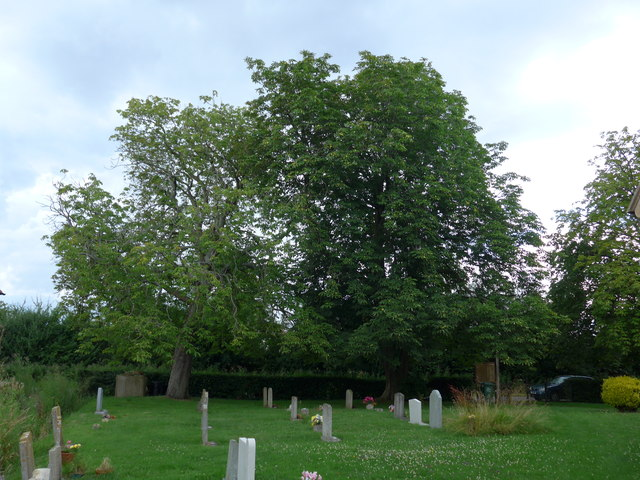
Cimitero della comunità accanto alla chiesa

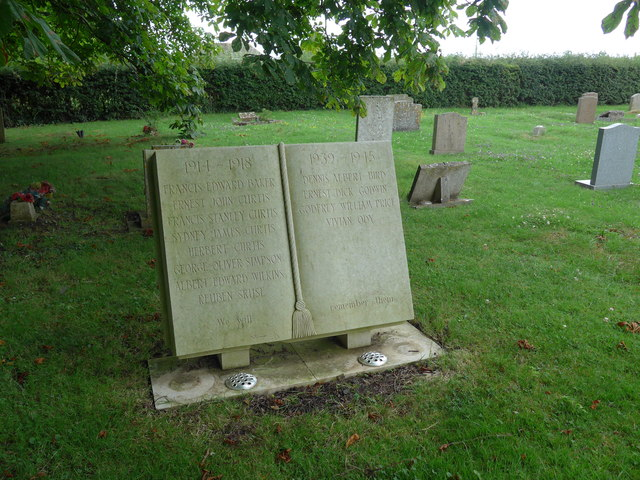
Memoriale per i caduti nel verde del cimitero della chiesa

Si tratta di una chiesa parrocchiale anglicana. Il primo luogo di culto locale non venne costruito a Leigh ma, in origine, nella frazione di Waterhay. Si trattava di una cappella dipendente dalla chiesa di Santa Croce di Ashton Keynes. Questa prima chiesa venne costruita nel XIII secolo, forse nel 1250, e in seguito fu oggetto di lavori ricostruzione nel 1370, quando fu aggiunto un portico meridionale, e poi nel 1450. Nel Medioevo il vicario di Ashton Keynes forniva le funzioni religiose per la comunità di Leigh e nel XVI secolo assunse un curato per questo scopo. Dal XVI secolo Leigh nominò i propri custodi della chiesa che spesso prestavano servizio per più di un anno. Viene documenato che l'allora vicario di Ashton Keynes vi predicò nel XVI secolo. Nel 1553 nella chiesa c'erano quattro campane, tra cui presumibilmente quella fusa nella fonderia di Bristol intorno al 1450 e che fu tra quelle spostate nella nuova chiesa negli anni novanta del XIX secolo. A quel tempo, la chiesa originale aveva anche un calice da 6 once e un'ulteriore oncia e mezza di argento placcato, quest'ultimo rimosso dai commissari di Edoardo VI. Nel 1671 nella chiesa c'erano due sagrestani e due ecclesiastici e furono eseguiti importanti lavori all'inizio del XVII secolo, quando furono rifatti i pannelli della navata e fu realizzato un nuovo tetto in legno in stile gotico con figure intagliate, datato 1638, probabilmente riutilizzando componenti precedenti. Una nuova campana fu inoltre fusa da Henry Neale nel 1627. Nel 1717 la chiesa fu ripavimentata, intonacata e ridecorata, fu costruita una galleria, il presbiterio fu ricostruito nel 1720 e intorno al 1726 furono montati sui muri del presbiterio pannelli di legno con citazioni religiose. Il pulpito a tre piani, che si trova ancora nella cappella, e il fonte battesimale risalgono entrambi al XVIII secolo. Una nuova campana fu fusa da Abraham Rudhall di Gloucester nel 1729. La torre fu riparata nel 1736 e di nuovo nel 1757, e ci furono ulteriori riparazioni alla chiesa nel 1784. Le famiglie dei fedeli locali affittarono spazi e costruirono banchi privati, come Somerset Hinton nel 1714; furono aggiunti posti a sedere supplementari nella galleria costruita nel 1717 e altri banchi furono costruiti nel 1814. Nel 1835 la chiesa aveva circa 200 posti a sedere, di cui 120 erano stati affittati nel 1851 e 72 erano gratuiti. Nel 1717 la chiesa fu intonacata e ridipinta, fu costruita una galleria e il presbiterio fu nuovamente sistemato nel 1720. La comunità locale poteva quindi disporre di una propria chiesa a Waterhay sin dalla metà del XIII secolo, e la dedicazione per Tutti Santi venne confermata nel 1848. Sino a quel momento i fedeli di Leigh avevano il diritto di battezzare e sposarsi nella loro chiesa, ma non ebbero il diritto di essere sepolti nel suo cimitero fino al 1865. In seguito la vicinanza col Tamigi e le frequenti inondazioni la resero sempre meno accessibile in caso di maltempo e si decise così di procedere alla costruzione di un nuovo luogo di culto. Verso la fine del XIX secolo la maggior parte dei parrocchiani viveva lungo Swan Lane, circa 1 km a sud e la posizione della piccola chiesa non era più accettabile. Nel 1892 si diceva che la chiesa versasse ormai in uno stato di degrado e inagibilità. Furono prese in considerazione varie ipotesi. Originariamente si pensò di riparare la chiesa sul sito esistente.
In seguito si ipotizzò di costruirne una nuova su un altro sito vicino ma, alla fine, si decise di spostare la chiesa esistente, eccetto il presbiterio, in una nuova sede sul lato sud di Swan Lane, su un terreno che era stato donato nel 1895. Il permesso per la costruzione fu concesso nel 1896, i lavori iniziarono immediatamente e furono completati entro due anni, nel 1898. L'architetto che presentò il progetto fu C. E. Ponting, che prestò grande attenzione nel ricostruire le mura della navata rispettando la struttura originale della vecchia chiesa del XIII secolo, così come il portico con la porta e il tetto originali e la torre esattamente come erano nella loro forma originale, insieme a un nuovo presbiterio più grande. Il fonte battesimale della vecchia chiesa fu recuperato e restaurato. Una parte del fonte era stata usata come mangiatoia per il bestiame e poi come pressa per il formaggio in una locanda ad Ashton Keynes e l'altra parte era stata usata per sostenere la torre. Alla fine del XX secolo fu installato un nuovo sistema di riscaldamento e furono aggiunti altri servizi. Nel 1920, nel nuovo cimitero, fu eretto un monumento ai caduti in guerra, in memoria di sei parrocchiani di Leigh che avevano combattuto nella prima guerra mondiale. Dal 1896 quindi gran parte della primitiva chiesa fu smantellata e il materiale fu riutilizzato nel nuovo edificio nel vicino villaggio di Leigh, in Swan Lane. Il vecchio edificio, ridotto ormai all'originale presbiterio, mantenuto sul sito e messo in sicurezza grazie al sostegno delle porzioni orientali delle pareti della navata originale, fu lasciato per fungere da cappella mortuaria per il cimitero. L'edificio rimase così isolato tra i campi con attorno soltanto il cimitero in un'area che intanto divenne una riserva naturale. Il presbiterio originale e isolato quindi non è stato abbandonato, ma è ancora curato. Nel 1898 vi fu installata una campana e nel 1975 il tetto fu riparato. Nel 1978 passò sotto la cura della Commissione per le Chiese Ridondanti e le pareti furono intonacate. Vi si svolgono ancora occasionalmente le funzioni religiose, ogni quarta domenica di luglio. Il vescovo di Bristol consacrò la nuova chiesa il 27 gennaio 1898. Nel 1987 il beneficio di Ashton Keynes con Leigh fu unito a Minety per formare il beneficio unito di Ashton Keynes, Leigh e Minety. Nel 2007 Leigh divenne parte del beneficio di Ashton Keynes, Cricklade e Latton.

## Descrizione
L'English Heritage ha inserito dal 17 gennaio 1955 la chiesa di Tutti i Santi di Leigh tra gli edifici storici come monumento classificato di seconda categoria col numero 1356042. La chiesa appartiene alla diocesi di Bristol.
Sempre l'English Heritage ha inserito dalla stessa data anche il primitivo edificio della chiesa di Tutti i Santi che si trova nella frazione di Waterhay tra gli edifici storici come monumento classificato di seconda categoria col numero 317867.

### Esterni
La chiesa si trova in Swan Lane, nell'abitato di Leigh nel Wiltshire, nel Sud Ovest dell'Inghilterra. La strada della parrocchia civile sulla quale si trova è quella con il maggior numero di edifici. La chiesa è circondata da campi sia sul retro sia sui lati. La struttura, pur essendo della fine del XVIII secolo, rispetta lo stile gotico della chiesa precedente e ne conserva pure parte dei materiali da costruzione che vi sono stati riutilizzati. Le tre campane sulla torre provengono dalla chiesa originale e risalgono al 1450, al 1627 e al 1729. Il cimitero è considerato localmente un ottimo luogo per osservare fiori selvatici e animali selvatici ed è noto che vi crescono due varietà di orchidee. Il presbiterio dell'antica chiesa parrocchiale è costruito in calcare e pietrisco. Il tetto è in ardesia. La porta sud è del 1400 circa, con modanatura a battente tra smussi cavi e modanatura a cappa con terminali a maschera. Sulla testata la finestra è una trifora.

### Interni

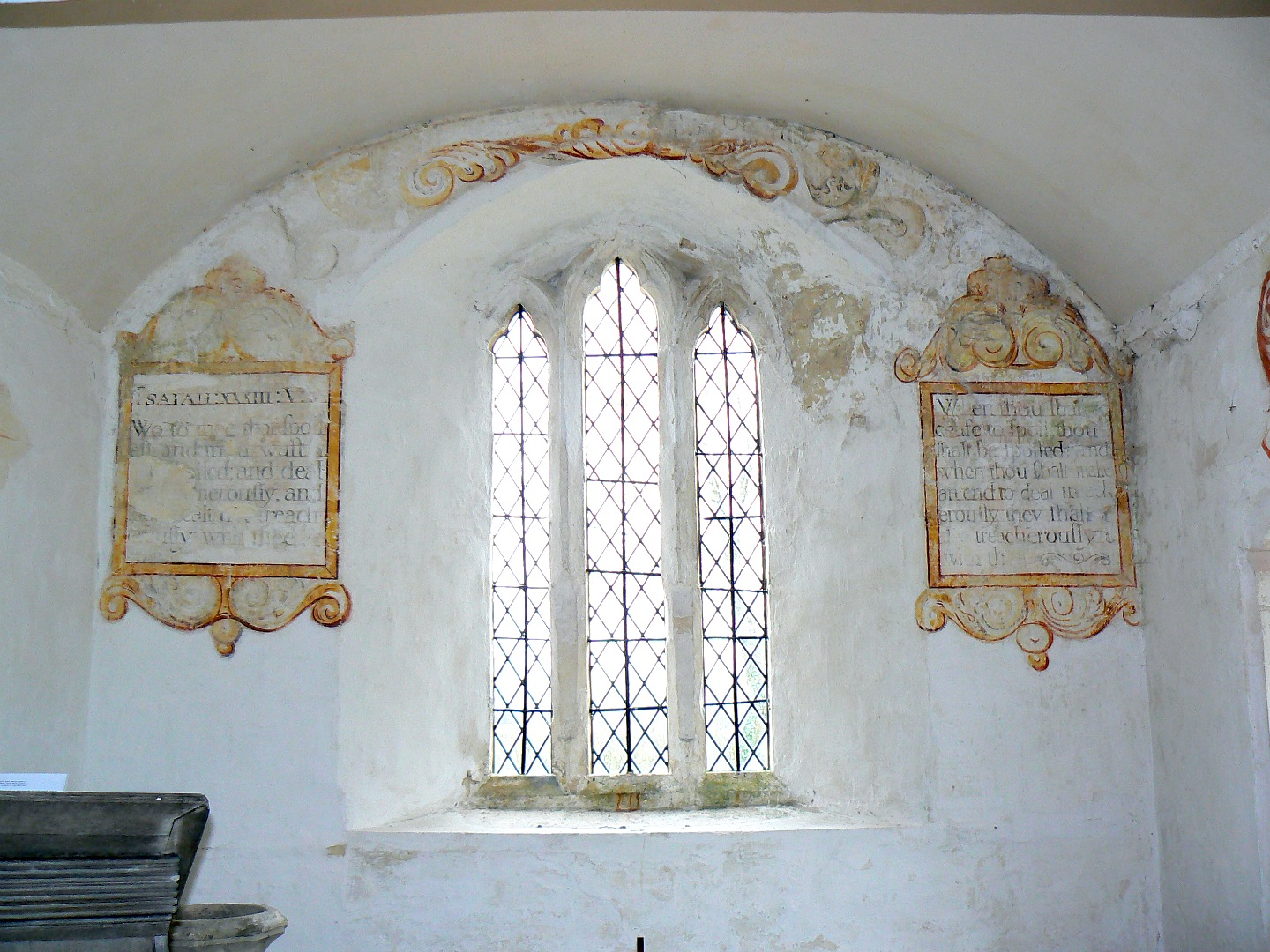
Interno della vecchia chiesa di Tutti i Santi

Le pareti della navata sono costruite con le originali che risalgono al XIII secolo. Le travi massicce in legno della copertura interna della sala sono la caratteristica di una chiesa parrocchiale di carattere gotico. Le capriate principali del tetto sono a forma di collare, con i tiranti modanati traforati da aperture a forma di quadrifoglio. Ovunque sulle travi e sui bugnati della parte principale della navata si trovano teste e figure scolpite con dettagli giacobini. All'estremità orientale della navata, il tetto presenta un soffitto a cassettoni e assi di quercia che risale probabilmente al XV secolo e fu ripristinato nel 1638, quando il tetto fu ricostruito e successivamente riposizionato nel nuovo edificio. I bugnati sulle pareti sono estremamente ricchi e delicati nei dettagli.